# Deposito locomotive di Sant'Erasmo

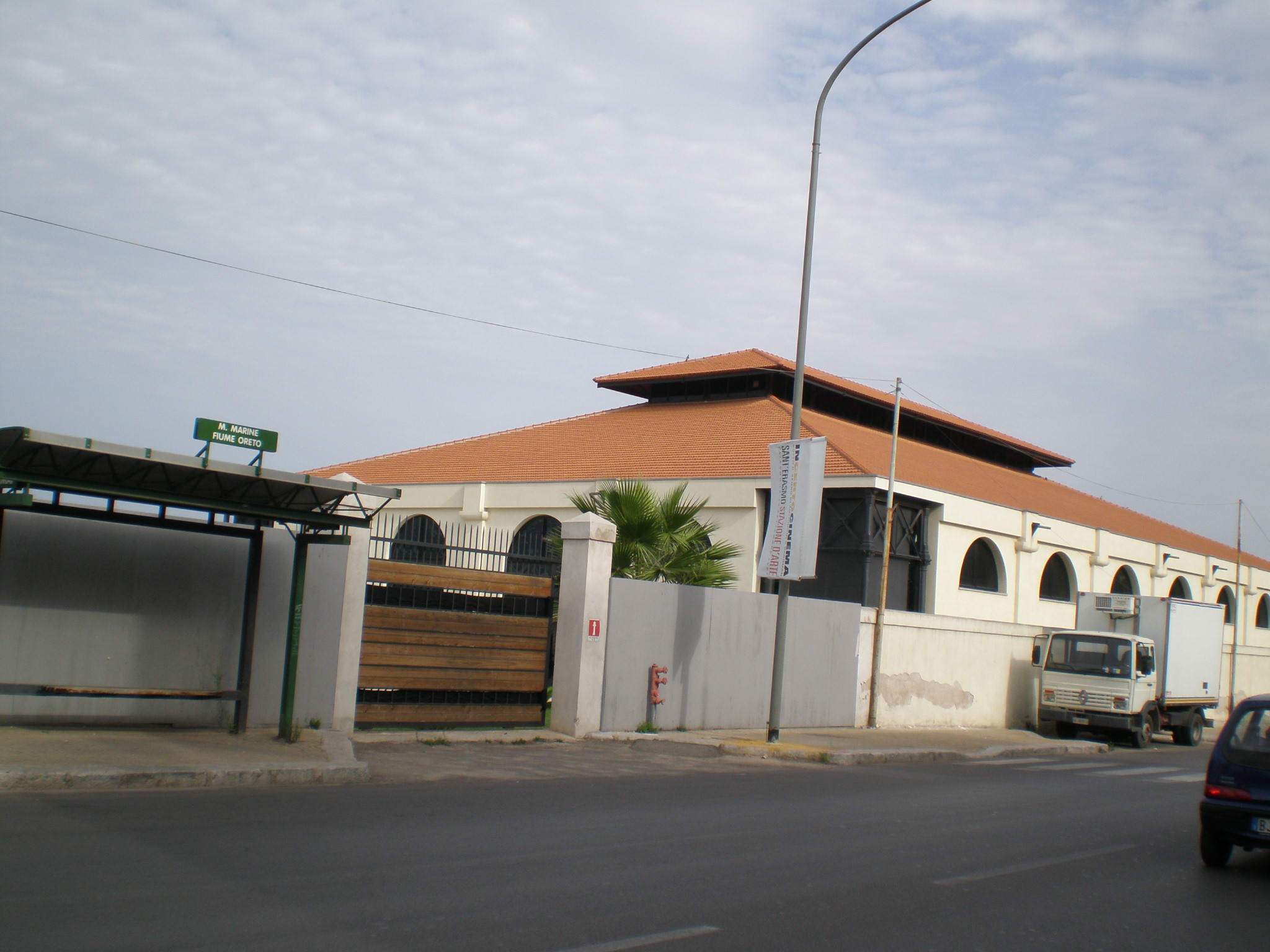
L'edificio principale (rimessa-officina) del Deposito Locomotive dopo la ristrutturazione

Il deposito locomotive di Sant'Erasmo è stata la principale infrastruttura di servizio della linea Palermo-Corleone-San Carlo per la sosta, il rifornimento, la manutenzione e la riparazione delle locomotive ed automotrici, prima della Società Anonima Ferrovie Siciliane e dal 1922 delle Ferrovie dello Stato.

## Struttura
Lo spazio è composto da un padiglione principale di 48 metri per 30 metri e un altro piccolo edificio annesso. Lo spazio interno è sovrastato da un'originale trama di capriate d'acciaio, con una copertura a falde inclinate. Particolarmente pregevoli sono il sistema di pilastri e capitelli e le caratteristiche colonne in ghisa tipiche delle strutture industriali del tempo. L'area antistante è pavimentata con lastroni di marmo Billiemi.

## Storia
I lavori di costruzione della struttura, insieme a quelli della stazione e del tratto iniziale di ferrovia, ebbero inizio a metà del 1883. L'anno dopo a causa dell'epidemia di colera scoppiata a Palermo si dovettero sospendere e ripresero due anni dopo. Alla fine del 1886 la struttura veniva completata assieme alla tratta ferroviaria a semplice binario e a scartamento ridotto da Palermo Sant'Erasmo fino ad Acqua dei Corsari, prima importante sezione della ferrovia. Negli stessi anni avanzavano i lavori per la realizzazione del rimanente tratto.
Il Deposito locomotive, ispirato allo stile del Basile era stato costruito all'interno dell'impianto di stazione di Sant'Erasmo sul lato ad est della stazione ferroviaria principale, immediatamente dopo il ponte in ferro che scavalcava il fiume Oreto. L'impianto venne attrezzato di tutto ciò che era indispensabile all'esercizio a vapore nonostante la poca superficie disponibile; venne dotato di piattaforma girevole, torre dell'acqua, carbonaia e colonne di rifornimento idrico. L'edificio della rimessa, fu munito di tre fosse da visita su tre binari passanti; vi trovarono posto anche i locali dell'officina le attrezzature e gli uffici.
Dal 1918 la gestione dell'impianto passò alle FS, che nel dicembre del 1922 ne acquisì anche la proprietà. Alla fine degli anni venti venne realizzato un piccolo posto di rifornitura di gasolio in seguito all'arrivo di alcune automotrici sperimentali. Tra il 1936 e il 1938 l'officina dell'impianto dimostrò la sua grande valenza tecnica ristrutturando sette delle locomotive P ex Parenzane costruite per la linea istriana con scartamento ridotto del da 760 mm bosniaco. Vennero modificate portandole alla misura di 950 mm e vennero inoltre modificate le testate con i respingenti a piatto rettangolare, i fumaioli e le casse dell'acqua laterali. L'impianto non subì variazioni quando nel 1953 venne spostata la stazione terminale ad Acqua dei Corsari ma venne chiuso in seguito al decreto di dismissione della linea nel 1959. Rimasto in abbandono per molti anni venne ricuperato verso la metà degli anni ottanta e ristrutturato apportandovi solo poche modifiche per altro uso.
Successivamente, nel 2004, alla vigilia del Kals'art, è stato trasformato in uno spazio multifunzionale per eventi culturali.
Nonostante il fatto che Kals'art sia rapidamente caduta nell'oblio, tale manifestazione permise il rilancio della Kalsa. Nel 2014, lo Spazio divenne sede dell'Ecomuseo del mare di Palermo, il cui scopo è recuperare il rapporto tra la città e il suo mare, progressivamente perduto nel secondo dopoguerra.

## Rotabili in dotazione

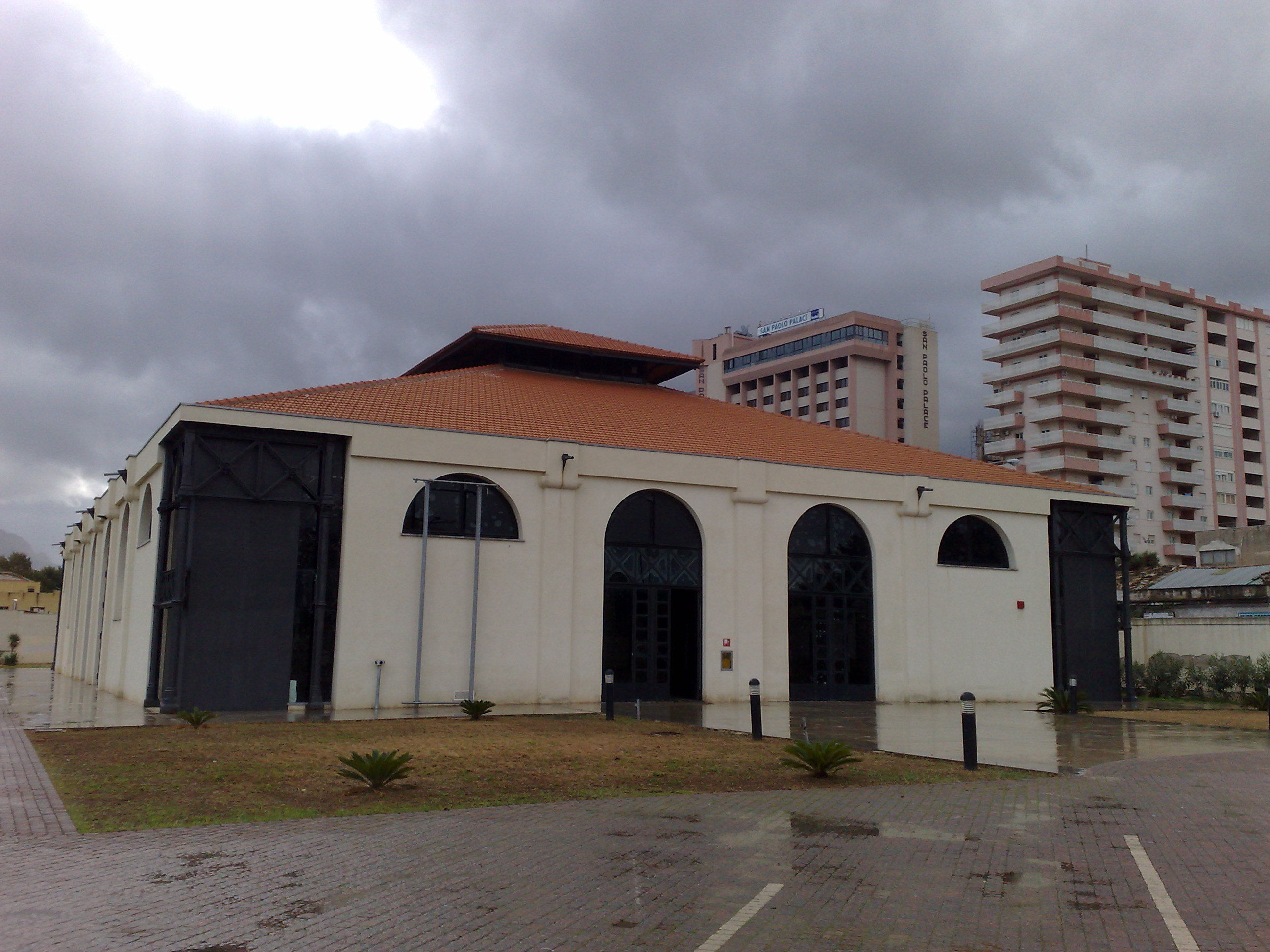
Vista del deposito ristrutturato dall'esterno

Gestione Società Anonima Ferrovie Siciliane (fino al passaggio alle FS):

Locomotive a vapore:
- Locomotiva FS R.305 di costruzione Henschel
- Locomotiva FS R.306 di costruzione R.& W. Hawthorne e Kerr Stuart[2]

Gestione Ferrovie dello Stato:

Locomotive a vapore:
- Locomotiva FS R.301
- Locomotiva FS R.302
- Locomotiva FS R.440
- Locomotiva FS R.402

Automotrici:
- Automotrice prototipo CER 870.001 (poi RNe 8501), Ufficio studi FS di Firenze-Società Nazionale Officine di Savigliano (breve periodo da metà anni venti)
- Automotrice, due prototipi Fiat-Brown-Boveri (breve periodo inizio anni trenta)
- Automotrice FS RALn 60 dal 1949-1950